# Bühlerzell
Bühlerzell es un municipio alemán perteneciente al distrito de Schwäbisch Hall de Baden-Wurtemberg.

## Localización
Se ubica en el sur del distrito a orillas del río Bühler, unos 20 km al sureste de la capital distrital Schwäbisch Hall.

## Historia
La localidad fue fundada a principios del siglo IX por monjes de la abadía de Ellwangen y su topónimo viene a significar "celda junto al río Bühler". Durante la mayor parte de su historia, el pueblo estuvo vinculado a la ciudad de Ellwangen. En 1972 incorporó a su término municipal el hasta entonces municipio de Geifertshofen.

## Demografía
A 31 de diciembre de 2017 tiene 2001 habitantes.